# Burhan Kaba
Burhan Kaba (* 3. März 1963 in Muș) ist ein ehemaliger türkischer Fußballspieler. 

## Karriere
Kaba war im Zeitraum vom 9. September 1990 bis zum 2. September 2001 aktiver Fußballspieler, der für zehn unterschiedliche Vereine der 2., 3. und zuletzt 4. Liga insgesamt 300 Punktspiele bestritt und 118 Tore erzielte. Er begann für den in seinem Geburtsort ansässigen Muşspor, bei dem er auch sein letztes Punktspiel bestritt und – sein erstes und auch letztes Tor seiner Karriere erzielte. Ferner bestritt er neun Pokalspiele, in denen er ebenso viele Tore erzielte.

## Erfolge
- Sieger Gruppe 2 Türkiye 3. Futbol Ligi 1991 und Aufstieg in die Türkiye 2. Futbol Ligi